# Taxi

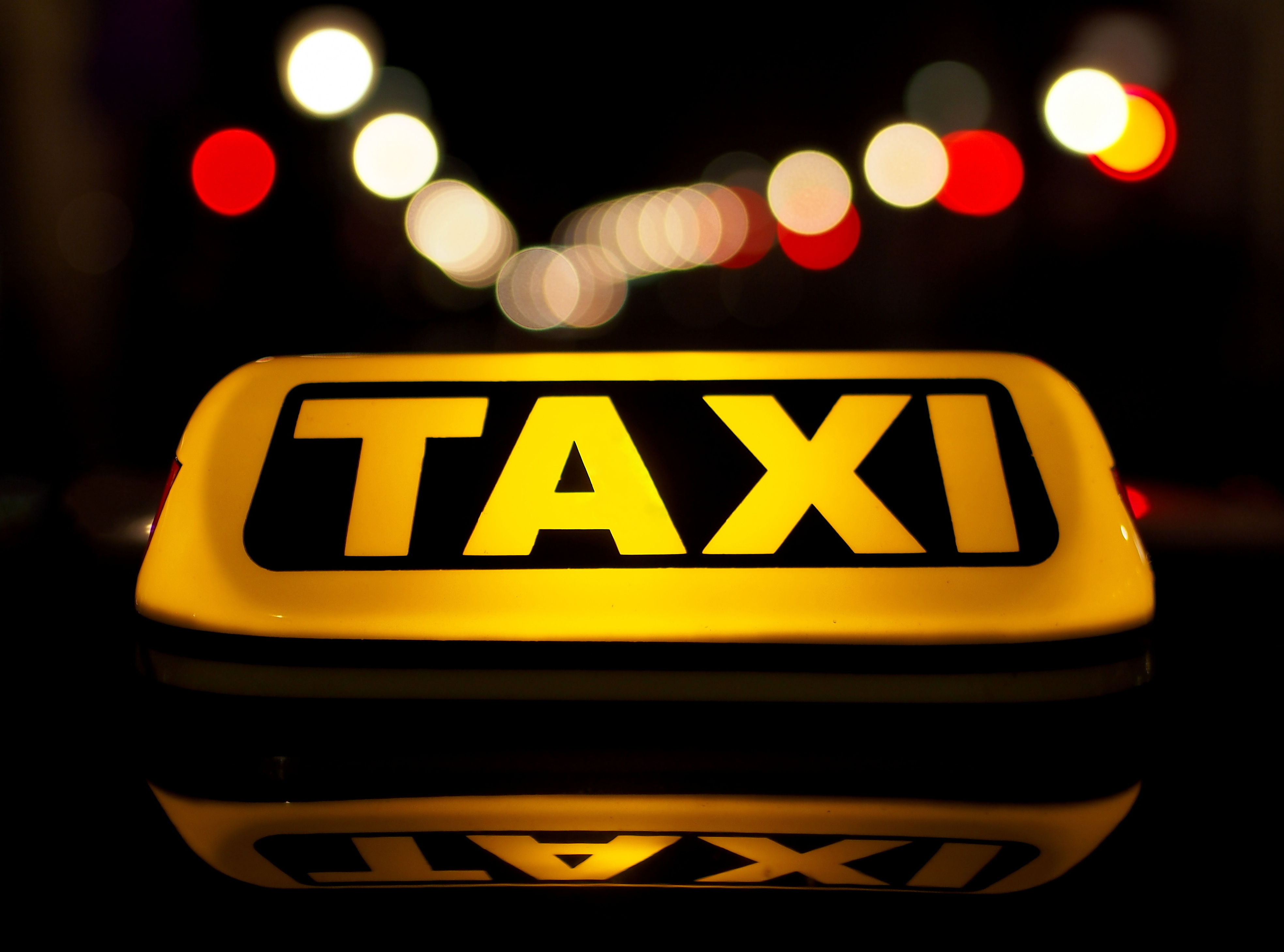
Letrero luminoso en la parte superior de un taxi en Liubliana, Eslovenia.

El taxi es un medio de transporte con tarifas reguladas que consiste en un vehículo de transporte con conductor que ofrece servicios de transporte de una persona o un grupo pequeño de pasajeros dirigidos a igual o diferentes destinos por contrato o dinero. Usualmente, los lugares donde se recoge y se deja al pasajero se deciden por el proveedor (oferente), mientras que en el caso del taxi, el usuario (demandante) los determina. Es decir, a diferencia de los otros tipos de transporte de personas, como son las líneas del metro, tranvía o del autobús, el servicio ofrecido por el taxi se caracteriza por ser «puerta a puerta». La persona que tiene por oficio la conducción de un taxi se le llama «taxista».

## Etimología
La palabra «taxi», según el Diccionario de la lengua española, es una forma abreviada de la palabra «taxímetro», que a su vez deriva del griego τάξις, «tasa» y μέτρον, que significa «medida». Taxímetro es una adaptación de la palabra alemana Taxameter, que es en sí mismo una variante de la palabra alemana anterior Taxanom. Taxe /ˈtaksə/ es una palabra alemana que significa "impuesto", "cargo" o «escala de cargos». La palabra latín medieval taxa también significa«"impuesto» o «cargo». Taxi puede atribuirse en última instancia a griego antiguo τάξις de τάσσω que significa "colocar en cierto orden", como al mando de una línea de batalla ordenada, o en ordenar el pago de impuestos, en la medida en que ταξίδι (taxidi), que significa "viaje" en griego moderno, inicialmente denotaba una marcha o campaña militar ordenada. Metro es del griego μέτρον (metron) que significa «medida». Un cabriolet es un tipo de carruaje tirado por caballos; la palabra viene del francés cabrioler («saltar, cabriola»), del italiano capriolare («dar un salto mortal»), del latín capreolus («corzo», «cabra salvaje»). En la mayoría de los idiomas europeos, esa palabra ha adquirido el significado de un coche descapotable.
Los taxis de París se equiparon con los primeros taxímetros a partir del 9 de marzo de 1898. Originalmente se denominaron taxibread, luego se rebautizaron como taximètres el 17 de octubre de 1904.
Harry Nathaniel Allen de The New York Taxicab Company, quien importó los primeros 600 taxis a gasolina de la ciudad de Nueva York de Francia en 1907, tomó prestada la palabra "taxicab" de Londres, donde la palabra estaba en uso a principios de 1907.
Un relato popular pero erróneo sostiene que los vehículos recibieron el nombre de Franz von Taxis de la casa de Thurn y Taxis, un administrador de correos del siglo XVI para Felipe de Borgoña, y su sobrino Johann Baptiste von Taxis, director general de correos del Sacro Imperio Romano Germánico. Ambos instituyeron servicios postales rápidos y confiables (envío de cartas, con algunas rutas postales que transportaban personas) en toda Europa.

## Historia

### Hackney carriage

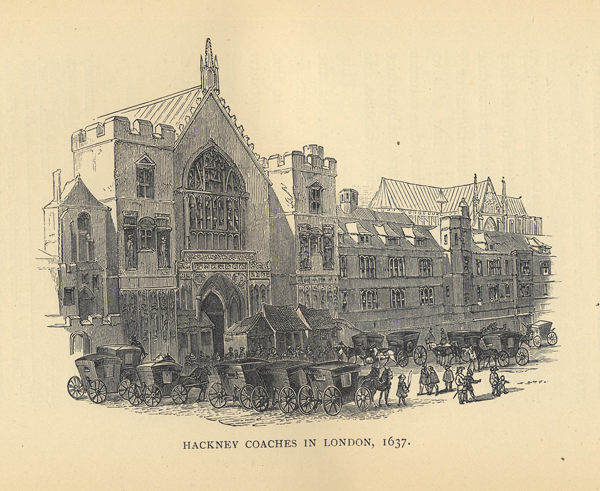
Coches de alquiler del en Early Carriages and Roads de Sir Walter Gilbey (1903)

Los servicios de carruaje de alquiler tirados por caballos comenzaron a operar tanto en París como en Londres a principios del siglo XVII. El primer servicio de coche de alquiler público documentado fue en Londres en 1605. En 1625, los carruajes se pusieron a disposición de los encargados de la posada para alquilar en Londres y la primera parada de taxis apareció en the Strand fuera del Maypole Inn en 1636. En 1635, el Parlamento aprobó la Ley de carruajes de Hackney para legalizar los carruajes tirados por caballos de alquiler. Los posaderos alquilaban vagones a comerciantes y visitantes. En 1654, el Parlamento aprobó otra "Ordenanza para la regulación de cocheros de alquiler en Londres y los lugares adyacentes". y las primeras licencias para carruajes de alquiler se emitieron en 1662.
Nicolas Sauvage inició un servicio similar en París en 1637. Sus vehículos eran conocidos como fiacres, ya que el principal depósito de vehículos aparentemente estaba frente a un santuario de Saint Fiacre. (El término fiacre todavía se usa en francés para describir un vehículo de alquiler tirado por caballos, mientras que el término alemán fiaker se usa, especialmente en Austria, para referirse a lo mismo).

### Hansoms

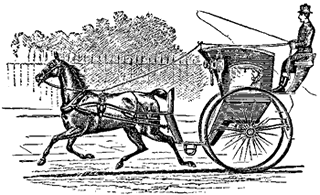
Dibujo de un Hansom cab

El Hansom cab fue diseñado y patentado en 1834 por Joseph Hansom, un arquitecto de York como una mejora sustancial de los antiguos carruajes de alquiler. Estos vehículos de dos ruedas eran rápidos, lo suficientemente livianos como para ser tirados por un solo caballo (lo que hacía que el viaje fuera más económico que viajar que en un carruaje de cuatro ruedas más grande) y lo suficientemente ágiles para maniobrar alrededor de vehículos tirados por caballos en los notorios atascos de tráfico del Londres del siglo XIX y tenía un centro de gravedad bajo para tomar las curvas con seguridad. El diseño original de Hansom fue modificado por John Chapman y varios otros para mejorar su viabilidad, pero conservó el nombre de Hansom.
Estos pronto reemplazaron al carruaje de alquiler como un vehículo de alquiler. Rápidamente se extendieron a otras ciudades del Reino Unido, así como a ciudades europeas continentales, particularmente París, Berlín y San Petersburgo. El taxi se introdujo en otras ciudades del Imperio Británico y en los Estados Unidos a fines del siglo XIX, y se usó más comúnmente en la ciudad de Nueva York.
El primer servicio de taxi en Toronto, "The City", fue establecido en 1837 por Thornton Blackburn, un ex-esclavo cuya fuga cuando fue capturado en Detroit fue el ímpetu de los Disturbios de Blackburn.

### Taxis modernos

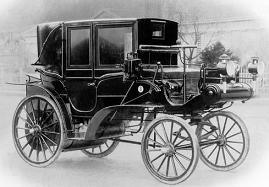
El Daimler Victoria de 1897 fue el primer taxi a gasolina

Los taxis a batería de electricidad estuvieron disponibles a finales del siglo XIX. En Londres, Walter Bersey diseñó una flota de estos taxis y los introdujo en las calles de Londres el 19 de agosto de 1897. Pronto fueron apodados 'Colibríes' debido al tarareo idiosincrásico que hacían. En el mismo año, en la ciudad de Nueva York, Samuel's Electric Carriage and Wagon Company comenzó a operar 12 hansom cab eléctricas. La empresa funcionó hasta 1898 con hasta 62 taxis en funcionamiento hasta que sus financistas la reformaron para formar la Compañía de Vehículos Eléctricos.

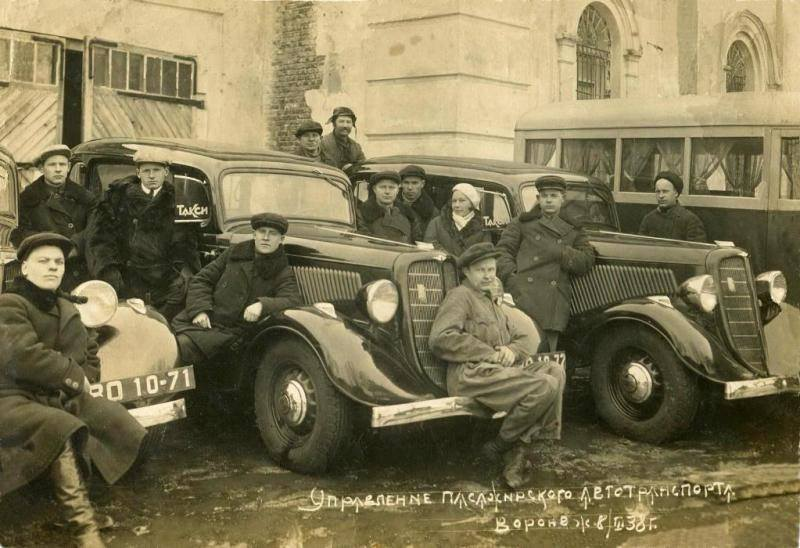
Taxis soviéticos GAZ M-1 en 1938

El taxímetro moderno fue inventado y perfeccionado por un trío de inventores alemanes; Wilhelm Friedrich Nedler, Ferdinand Dencker y Friedrich Wilhelm Gustav Bruhn. El Daimler Victoria, el primer taxímetro-taxi del mundo impulsado por gasolina, fue construido por Gottlieb Daimler en 1897 y comenzó a operar en Stuttgart en 1897. Los taxis comenzaron a operar en París en 1899, en Londres en 1903 y en Nueva York en 1907. Los taxis de Nueva York fueron inicialmente importados de Francia por Harry N. Allen, propietario de Allen-Kingston Motor Car Company. Su fabricación tuvo lugar en Bristol Engineering en Bristol, Connecticut, donde se construyeron los primeros taxis de producción nacional en 1908, diseñados por Fred E. Moskovics, que había trabajado en Daimler a finales de la década de 1890. Albert F. Rockwell era el dueño de Bristol y su esposa le sugirió que pintara sus taxis de amarillo para maximizar la visibilidad de sus vehículos. Moskovics was one of the organizers of the first Yellow Taxicab Company in New York.
Los taxis proliferaron en todo el mundo a principios del siglo XX. La primera gran innovación después de la invención del taxímetro ocurrió a finales de la década de 1940, cuando las radioteléfonos aparecieron por primera vez en los taxis. Las radios permitieron que los taxis y las oficinas de despacho se comunicaran y sirvieran a los clientes de manera más eficiente que los métodos anteriores, como el uso de callboxes. La siguiente gran innovación ocurrió en la década de 1980 cuando se introdujo por primera vez el despacho asistido por ordenador.

## Generalidades
En el caso de transporte urbano, un taxi es un medio de transporte que permite desplazamientos rápidos, confortables y directos principalmente en áreas urbanas. El usuario paga una tarifa al conductor, (tarifa que estipula el ayuntamiento, nunca el taxista), a cambio del servicio de transporte prestado. Provee un servicio flexible y conveniente, por lo que es uno de los sistemas de transporte no subvencionado. A diferencia de los sistemas de transporte colectivo, como metro, tranvía o bus, en los que existen unos principios generales para su diseño, regulación y operación, los sistemas de taxis son mucho más complejos y tienen muchas más variables a ser consideradas y muchos más actores.
La demanda es servida por la combinación de servicios prestados a través de los tres segmentos: despacho, calle y contrato. Sin embargo, los segmentos por despacho y en la calle son los predominantes.
- Por el segmento de despacho: solicitado por teléfono o aplicación móvil, a una central, presta el servicio puerta a puerta, en zonas donde conseguir un taxi en la calle es difícil, durante la noche, por la baja demanda, o por seguridad. Al segmento de despacho se puede acceder bien sea llamando a una central donde, por medio de un sistema de radio de dos vías, se busca el taxi, o por otros medios como puede ser teléfonos celulares o Internet.[26]
- Por el segmento de la calle: las personas salen a la vía en búsqueda del servicio. Este segmento se divide a su vez en dos grandes ramas: Taxis de la calle o taxis de zonas de espera.[26]
- Por el segmento de contrato: el usuario contacta directamente al conductor del taxi, cada vez que quiera que le sea prestado el servicio y se le paga generalmente por horas o por actividad a un precio diferente al de la tarifa.[26]

En Argentina, las diferencias más importantes, con el remís, son no poder tomar pasajeros en la vía pública, y que la tarifa no está reglamentada.
En Colombia, tomar taxi, es una forma diaria de hacerlo en vías públicas, sin embargo, para tomar un servicio de este, usan de manera diferente, plataformas como TaxiExpress, DiDi, aunque se ha expuesto a debates por prestadoras de servicio móvil como Uber.

## Tarifa

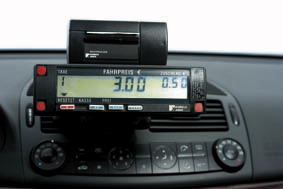
Taxímetro.

La tarifa es el valor monetario que se paga en contraprestación del servicio prestado. La tarifa siempre es regulada. O por zonas y precios fijos y cuando no es así, el vehículo debe estar provisto con un dispositivo de medición (taxímetro) para determinar el valor a pagar según la distancia recorrida.
La tarifa puede considerar diferentes parámetros para su cálculo:
- Un importe fijo de salida (bajada de bandera);
- Importe por distancia (acuerdo / regateo)
- Importe por tiempo detenido o a baja velocidad;
- Importes o recargos según el día (domingos o días festivos);
- Importes o recargos según la hora del día. Varían según el horario en que se realice el servicio (puede haber tarifas diurnas, nocturnas o tarifas para la hora pico (punta) u hora valle;
- Importes o recargos por viajes que se realice fuera de una jurisdicción geográfica (puede ocurrir que la tarifa incluya una compensación adicional por el trayecto que debe hacer el vehículo fuera de su radio de trabajo);
- También puede haber una compensación adicional por cada pieza de equipaje que transporte de mascotas;
- Importes o recargos por solicitud del servicio por despacho.

## Taxímetro
El taxímetro es un aparato que indica el importe a pagar según la distancia recorrida, el tiempo transcurrido y la tarifa de aplicación en caso de existir más de una. En este último caso en algunas ciudades los taxis llevan en el exterior un dispositivo en el que se indica la tarifa que se está aplicando, a fin de que pueda ser comprobada por la policía municipal sin necesidad de detener el taxi.
En Venezuela a los vehículos que no poseen este dispositivo se les denomina carros libres y la tarifa es negociada entre el cliente y el conductor.

## Taxis en el mundo

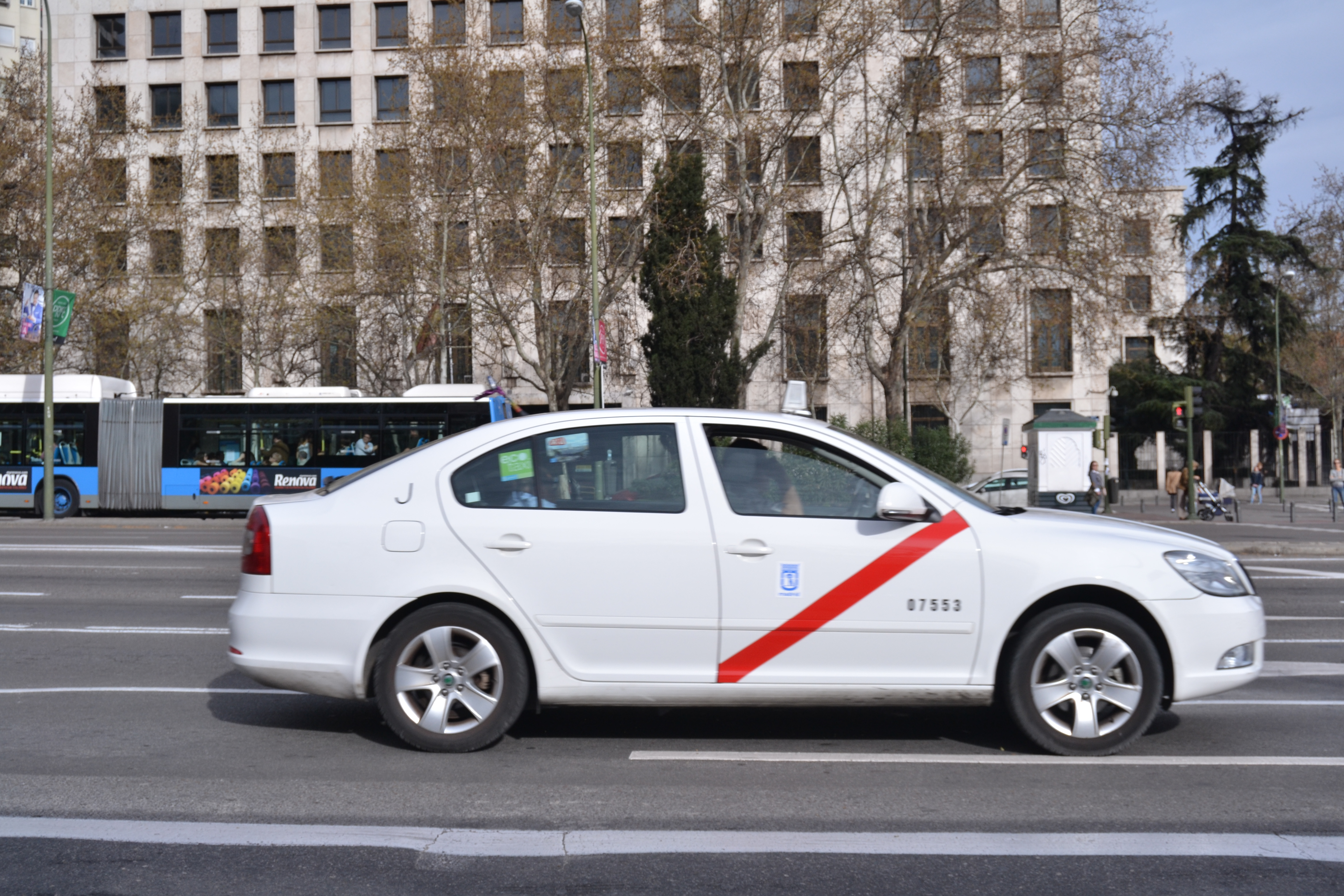
Taxi en Madrid, España.
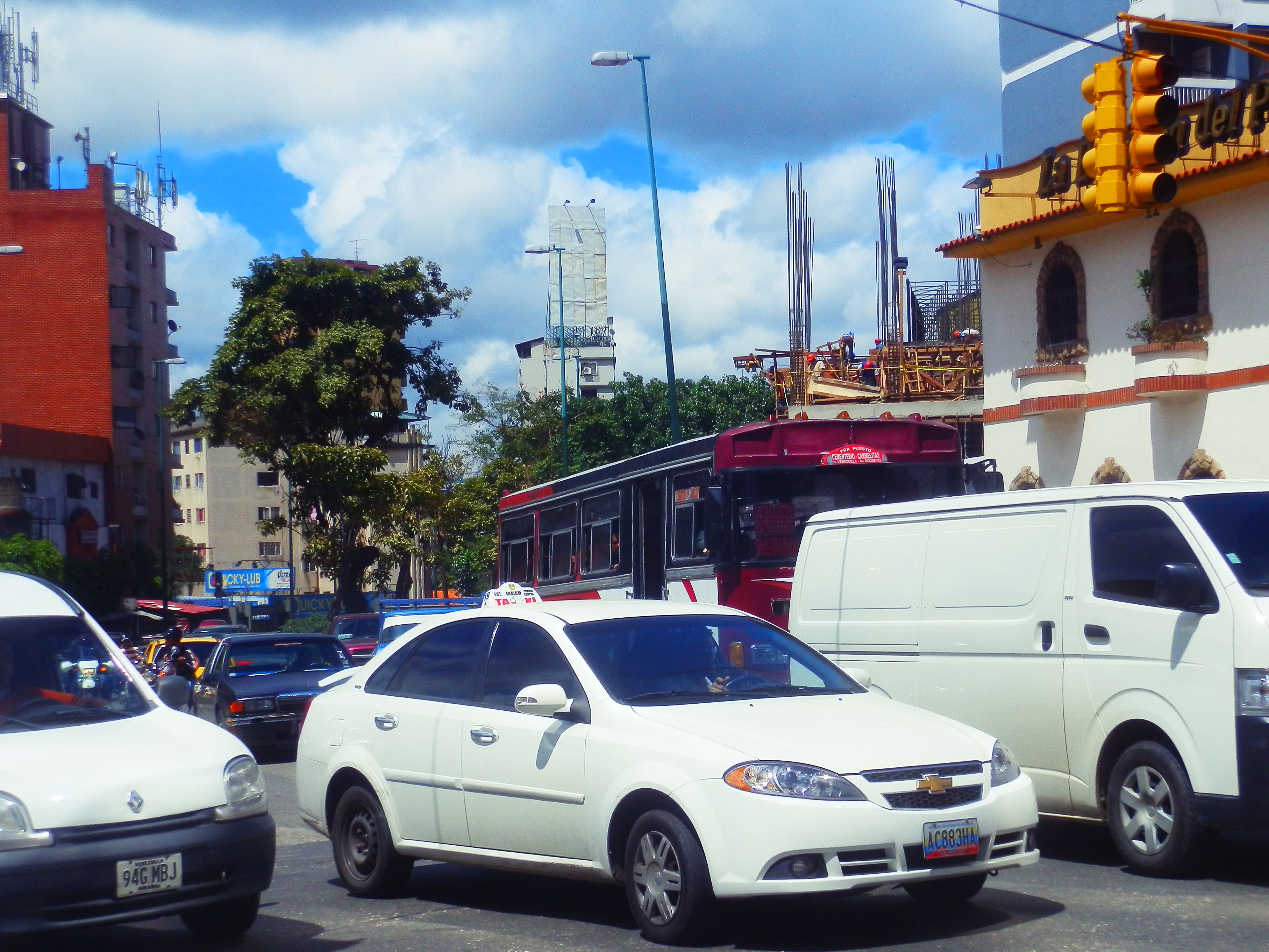
Taxi Daewoo Lacetti en Caracas, Venezuela.
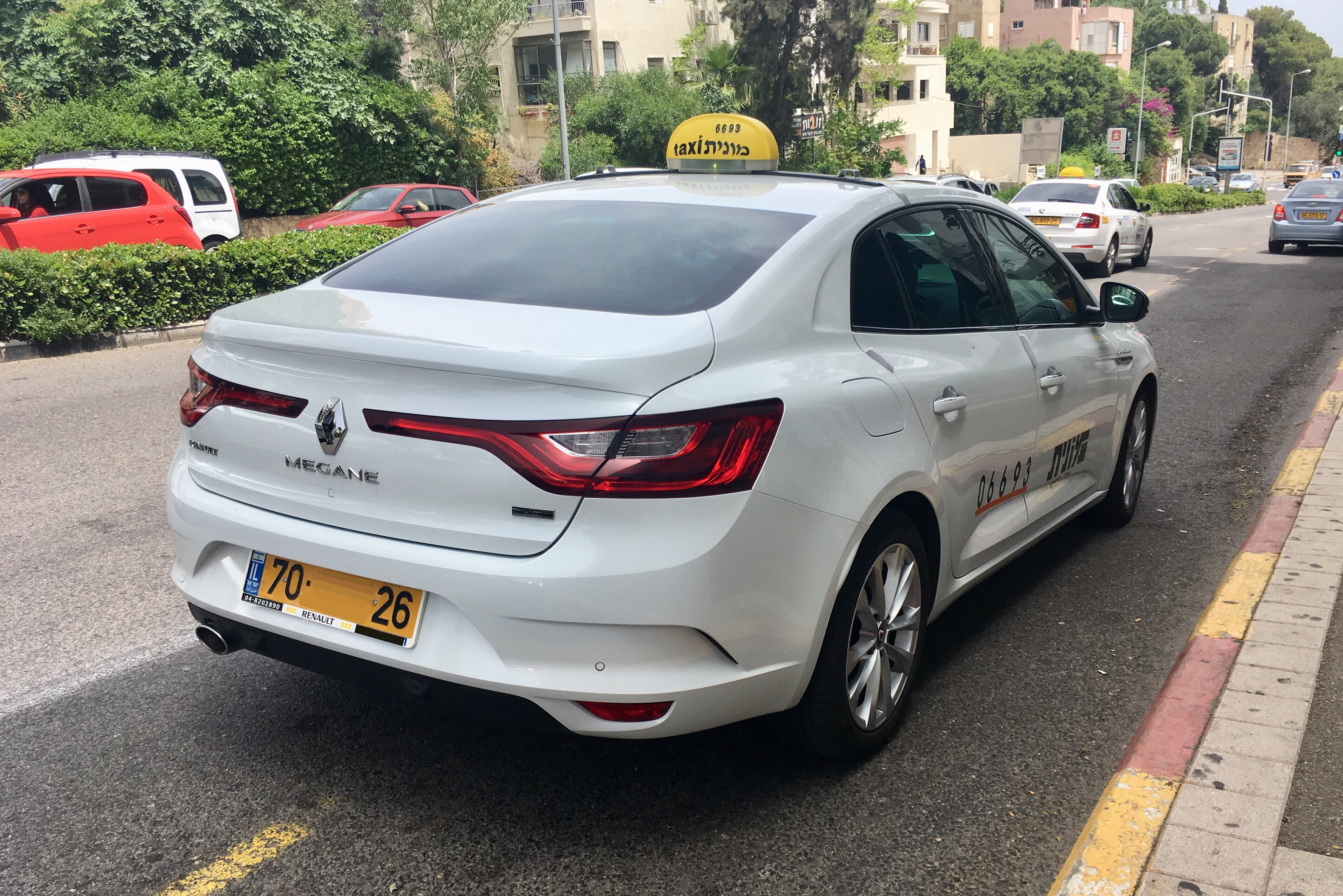
Un Renault Mégane, taxi en Haifa, Israel.
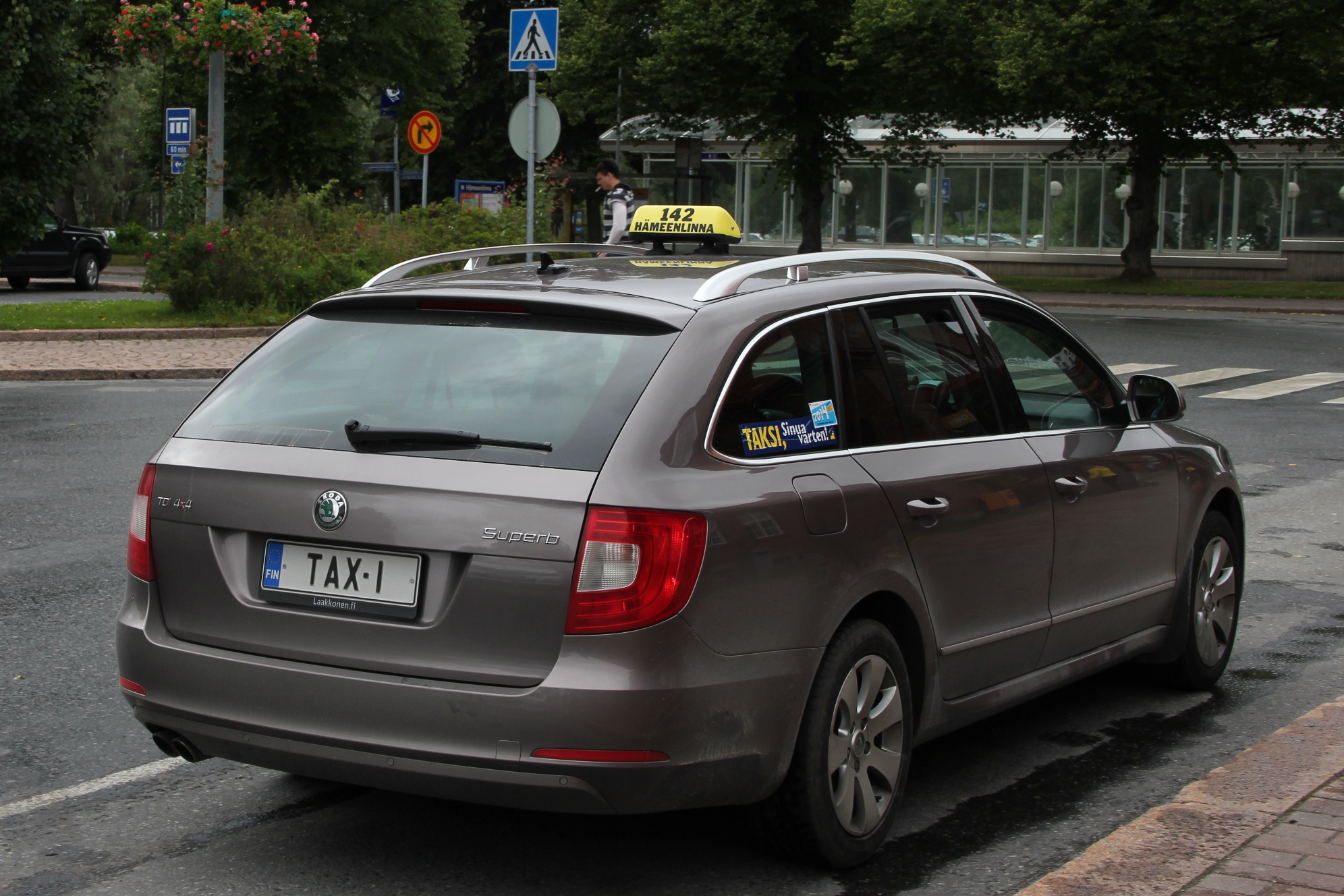
Un Škoda Superb, Taxi en Hämeenlinna, Finlandia.
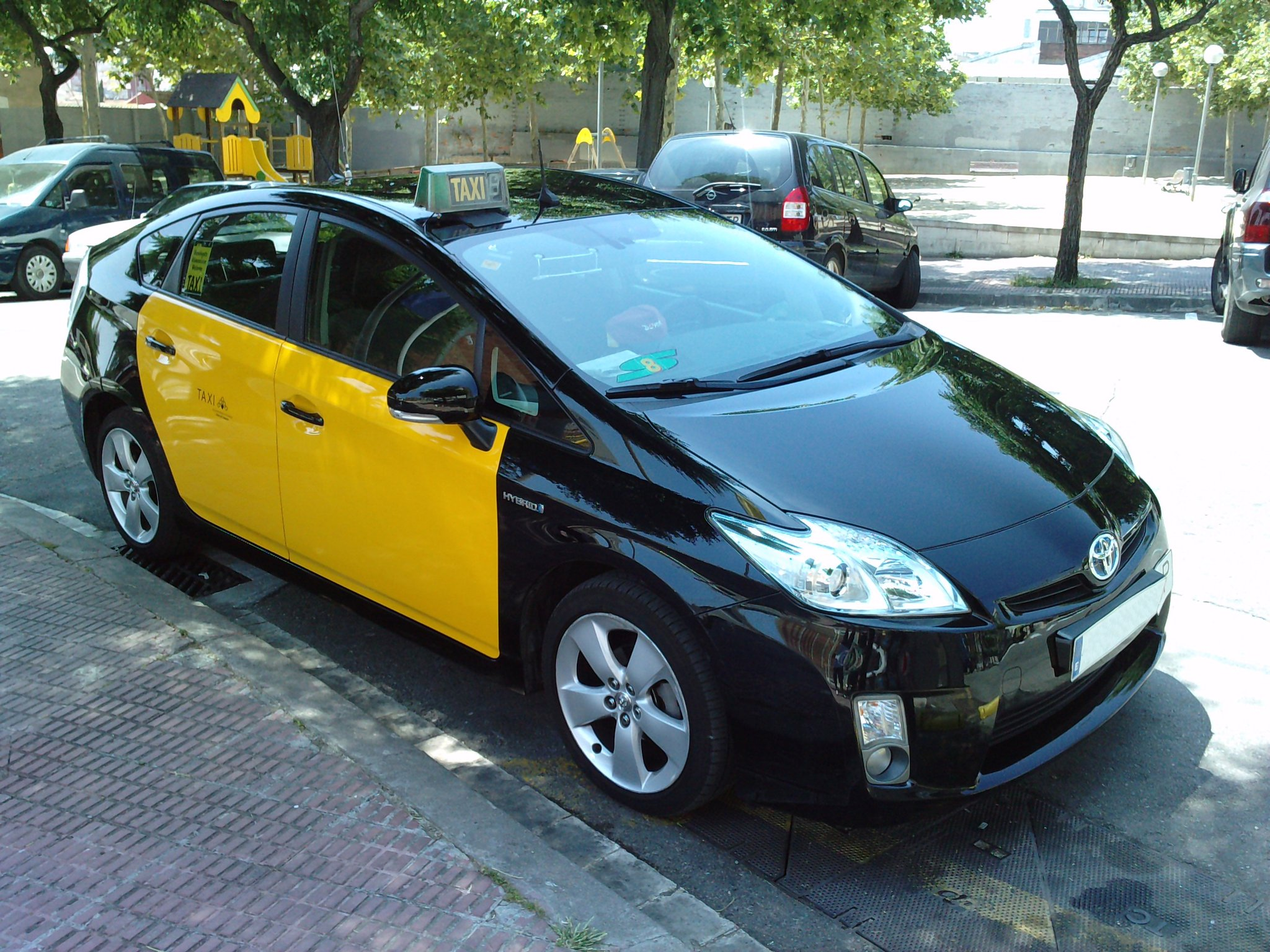
Un Toyota Prius Plug-in, Taxi en Barcelona, España.
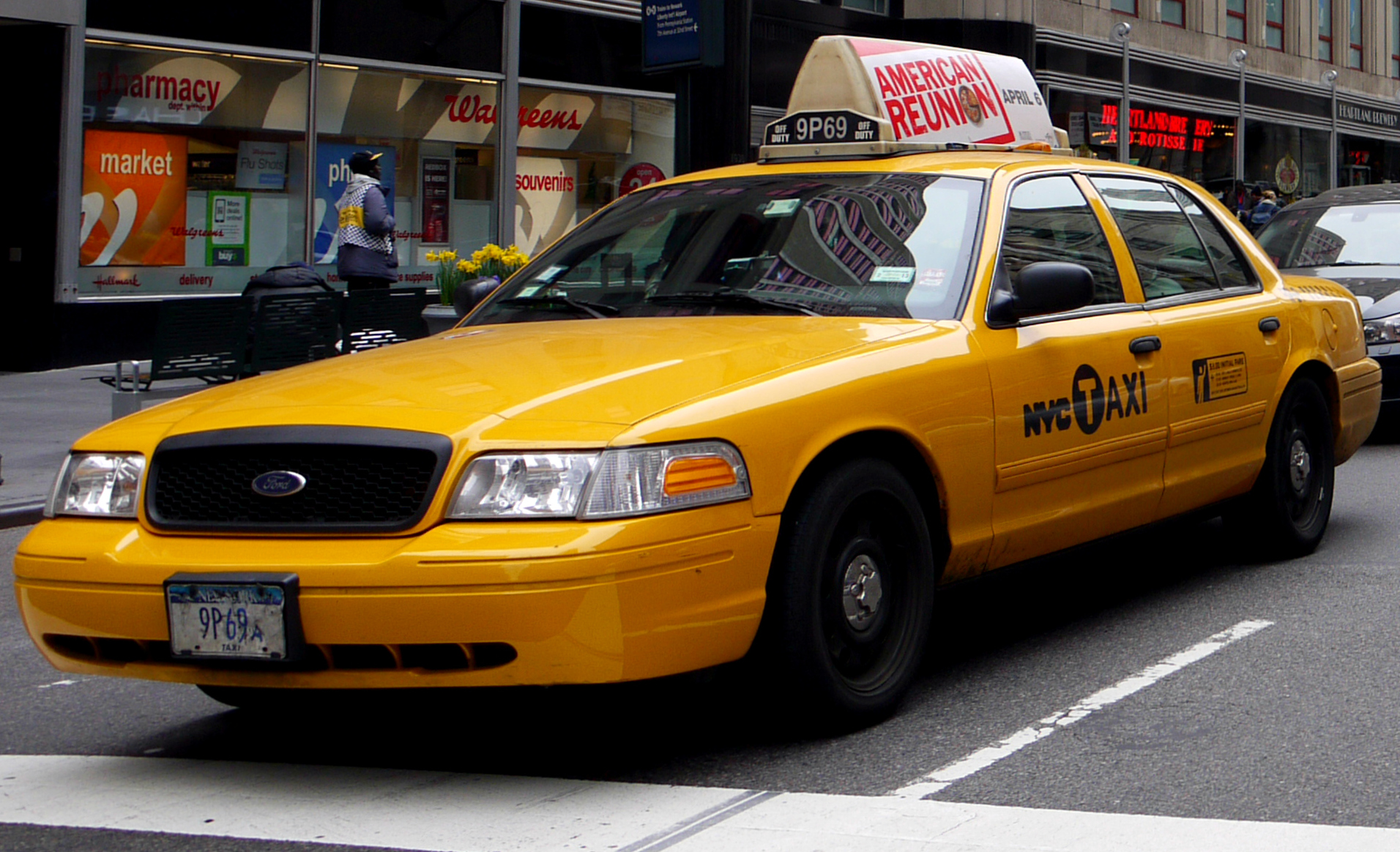
Taxi Ford Crown Victoria en Nueva York, Estados Unidos.
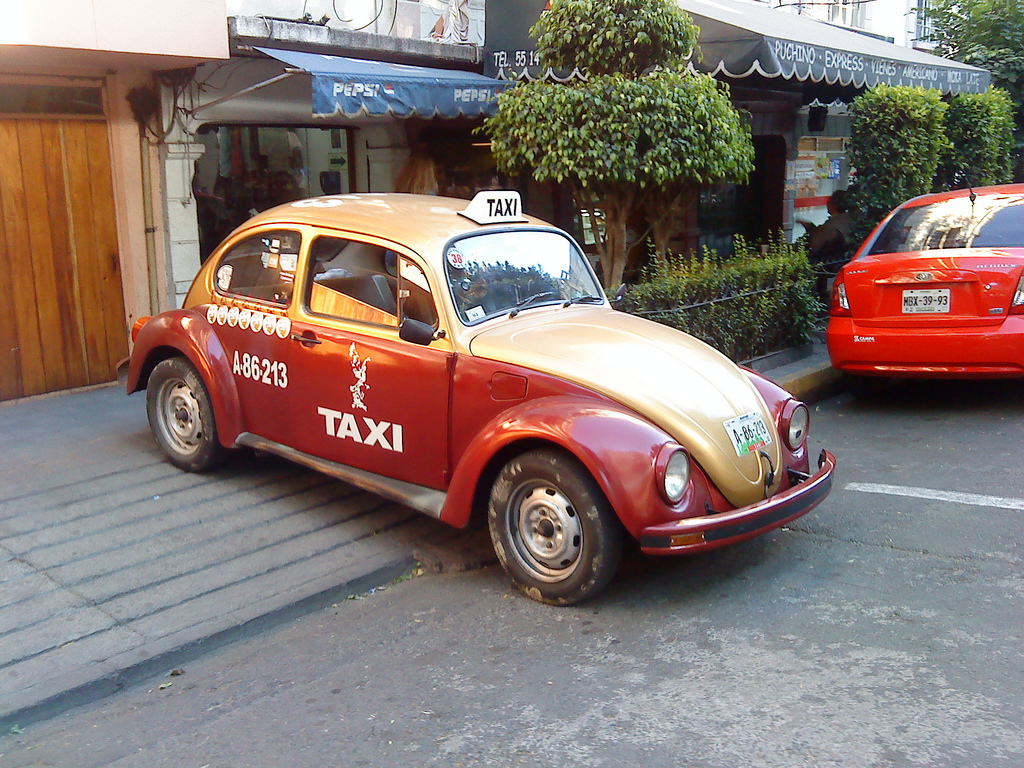
Volkswagen Sedán, antiguo taxi en Ciudad de México.
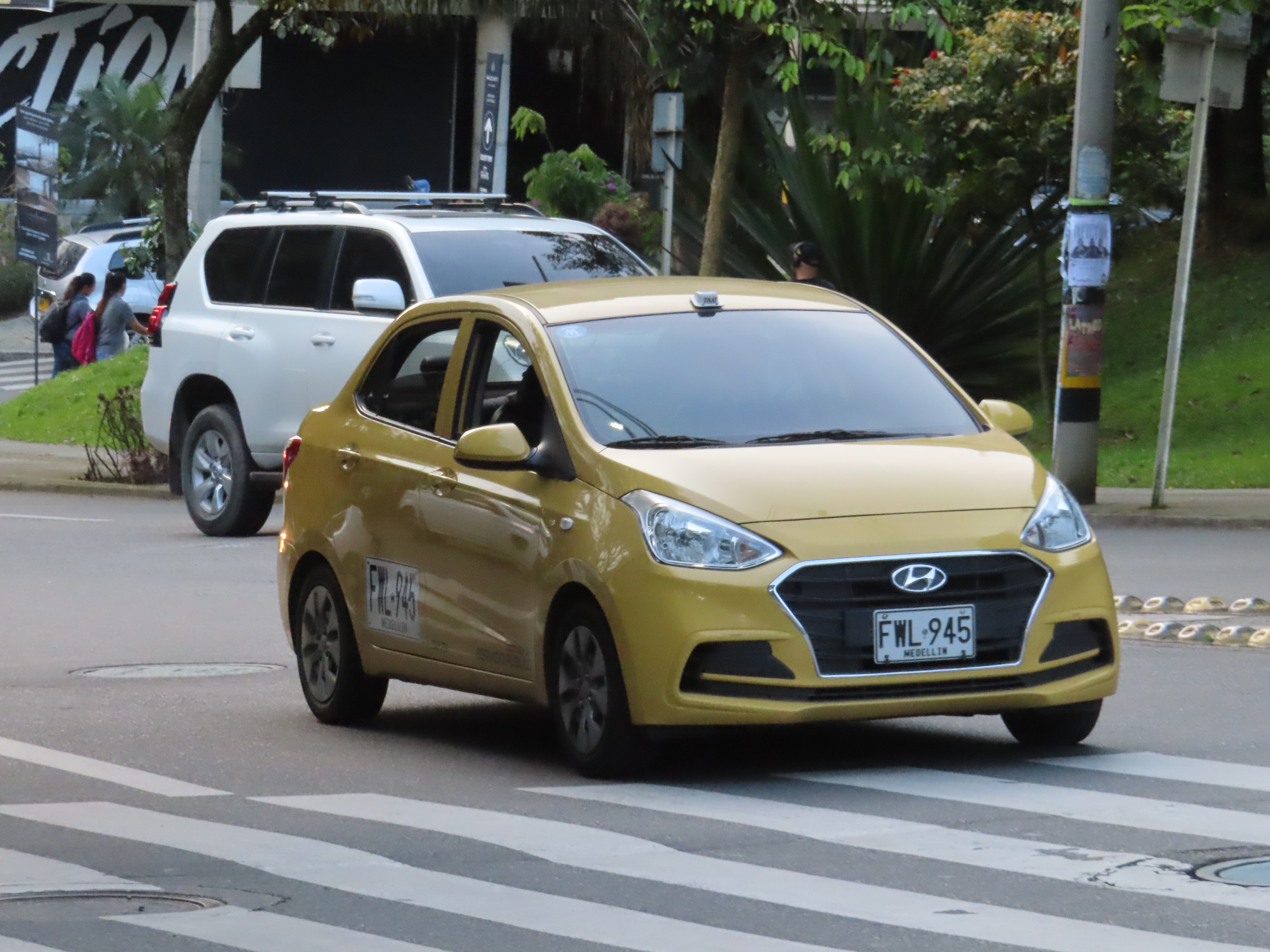
Taxi Hyundai Grand Metro en Medellín, Colombia.